# Episema antherici
Episema antherici là một loài bướm đêm trong họ Noctuidae.